# Famille de paysans dans un intérieur
Famille de paysans dans un intérieur est un tableau peint par Louis Le Nain et daté des environs de 1642. 

## Historique
Louis Le Nain et ses deux frères Antoine et Matthieu ont réalisé de nombreuses peintures décrivant des scènes paysannes.
Leurs styles de peinture étaient particulièrement semblables. Les tableaux des trois frères étaient juste signés « Lenain ». Ce tableau-ci pourtant est probablement l'œuvre de Louis. Il est considéré comme son chef-d'œuvre. La toile a une très forte présence : dans un intérieur sombre, les personnages contemplent fixement le spectateur. Il faut noter le traitement virtuose des ombres et des jeux de lumière, le traitement délicat de chaque objet et l'harmonie tonale qui fait ressortir le rouge du verre de vin. Le peintre atteint ici une perfection formelle qui augmente la portée émotionnelle de l'œuvre.
Le tableau a été peint à Paris vers 1648 et fait aujourd'hui partie des collections du musée du Louvre à Paris.
Il a été présenté hors de ce musée, parmi d'autres œuvres de la fratrie, lors de deux expositions temporaires françaises fort remarquées, à savoir au Grand Palais de Paris en 1978-1979 et au musée du Louvre-Lens du 22 mars au 26 juin 2017.
Il fait partie des « 105 œuvres décisives de la peinture occidentale » constituant le musée imaginaire de Michel Butor.